# Rehavam Zeevi
Rehavam Zeevi Rehavam (Gandhi) Zeeviⓘ (en hebreo: רחבעם זאבי-גנדי) (Jerusalén, 20 de junio de 1926 - 7 de octubre de 2001) fue un general, político e historiador israelí fundador del partido de derecha nacionalista Moledet (que pasaría a ser elemento central en la coalición de la agrupación Unión Nacional). Cuando era Ministro de Turismo fue asesinado por militantes del Frente Popular para la Liberación de Palestina en un atentado del 2001, durante la Intifada de Al-Aqsa.